# Antoni Pladevall
Antoni Pladevall i Font (Taradell, 1934) es un sacerdote e historiador español.
Realizó sus estudios eclesiásticos en el seminario de Vich y se licenció en ciencias históricas y se doctoró en historia eclesiástica en la Universidad de Lovaina. Fue discípulo de Eduard Junyent con el que colaboró en diversas ocasiones, la primera de ellas en 1950 en los archivos diocesanos de Vich. Fue docente del seminario de Vich y de la facultad de Sant Pacià de Barcelona donde impartió clases de historia eclesiástica. Fue archivero municipal de Vich.
Entre 1984 y 1986 desempeñó el cargo de director general del patrimonio artístico, dentro del departamento de cultura de la Generalidad de Cataluña. Ha colaborado con el Dictionnaire d'Histoire et de Géographie ecclésiastiques en temas relacionados con Cataluña. 
En 1994 fue galardonado con la Creu de Sant Jordi. Ese mismo año ingresó en la Reial Academia de Bones Lletres. Es miembro del Instituto de Estudios Catalanes desde 1990. En 2003 recibió la Medalla de Oro de la Generalidad de Cataluña.

## Obras seleccionadas
- Els monestirs catalans (1968)
- Els orígens de la família Montcada (1969)
- Sibil·la de Saga (1973)
- La comtessa Ermessenda (1975)
- Això és Catalunya. Guia del patrimoni arquitectònic català (1987)
- Història de l'Església a Catalunya (1989 (reeditada y ampliada en 2007)
- Orígens de l'Església a Catalunya de l'època romana (1994)
- Catalunya romànica (director)
- L'art gòtic a Catalunya(director)
- Sant Pere de Casseres o la presència de Cluny a Catalunya(2004)

Además, es autor de diversas monografías sobre historia comarcal y local.